# Celeste Dalla Porta
Celeste Dalla Porta, née le 24 décembre 1997 à Milan (Lombardie), est une actrice et mannequin italienne.
Elle acquiert sa notoriété en jouant dans le long métrage Parthenope (2024) de Paolo Sorrentino.

## Biographie
Celeste Dalla Porta naît le 24 décembre 1997 à Milan, en Lombardie. Sa mère, Melina Munas, est artiste et photographe tandis que son père, Paolino Dalla Porta, est contrebassiste de jazz,.

### Théâtre, mannequinat et cinéma
Celeste Dalla Porta participe à son premier atelier de théâtre à l'âge de 12 ans avant d'étudier au Centre expérimental du cinéma à Rome,. De 2012 à 2017, la petite-fille du photographe Ugo Mulas fréquente les cours de l'école d'art Liceo Artistico di Brera dans sa ville natale de Milan, d'où elle sort avec le baccalauréat artistique (Maturità artistica). Elle suit ensuite différents ateliers de théâtre de danse, notamment chez Luigi Abbondanza et Antonella Bertoni (2018) ainsi que Julie Anne Stanzak (2018 et 2022).
Entre 2018 et 2020, elle accepte des contrats de mannequinat pour des marques de mode italiennes. Elle aime chanter et jouer de la guitare, et a une préférence pour la danse contemporaine et le yoga. Entre-temps, elle s'inscrit pendant un semestre à l'École internationale de théâtre Jacques Lecoq à Paris en 2018 et 2019, avant de suivre un cours de diplôme au Centro sperimentale di cinematografia de Rome entre 2019 à 2021. En 2020, alors qu'elle est encore étudiante, elle participe au tournage du film La Main de Dieu de Paolo Sorrentino dans une scène qui a toutefois été coupée au montage. Elle acquiert ses premières expériences d'actrice à partir de 2021 en apparaissant dans des courts métrages italiens et en tenant le rôle principal de Sofia dans la mini-série Red Mirror (2022). Cette production est commandée par Campari et diffusée sur Internet.
Celeste Dalla Porta acquiert une plus grande notoriété en étant engagée comme jeune héroïne-titre du long-métrage Parthenope (2024) de Paolo Sorrentino, qui marque également ses débuts au cinéma. L'œuvre, dont les autres rôles sont tenus par Stefania Sandrelli, Gary Oldman, Silvio Orlando, Isabella Ferrari ou encore Luisa Ranieri, est invitée à participer à la compétition principale du 77e Festival de Cannes,. Présenté pour la première fois, le film reçoit neuf minutes de standing ovation. Concernant son personnage, elle dit : « Parthenope demeure un mystère de bout en bout. Elle souhaite échapper à toute forme de contrôle jusqu’à se convertir en une femme libre ». « Je suis mélancolique comme elle. C'est d'ailleurs une des raisons pour lesquelles Paolo Sorrentino m'a choisie » ajoute l'actrice italienne. En 2025, elle apparaît dans le clip vidéo Incoscienti giovani d'Achille Lauro.

## Filmographie

### Cinéma
- 2020 : Chi ha paura del dottor Kramer (it) de Claudio Bozzatello : Conchita
- 2021 : La Main de Dieu de Paolo Sorrentino (scène coupée au montage)
- 2021 : Cecità (court métrage)
- 2022 : Red Mirror de Federico Russotto (mini-série télévisée)
- 2022 : La replica de Mauro Diez (court métrage)
- 2024 : Parthenope de Paolo Sorrentino : Parthénope

### Clip vidéo
- 2025 : Incoscienti giovani d'Achille Lauro